# De laatste nacht van de wereld
De laatste nacht van de wereld is een sciencefictionverhaal geschreven door de Amerikaan Ray Bradbury in 1951. Hij gaf zelf aan dat zijn werk niet onder een noemer is te vangen en dat blijkt ook uit dit verhaal. Het verhaal grenst als sciencefictionverhaal aan dat van een semi-religieus verhaal.. De laatste nacht verscheen oorspronkelijk als The last night of the world in het blad Esquire. Het werd later met soortgelijke verhalen gebundeld in de verzameling The illustrated man. In het Nederlandse taalgebied verscheen het in de bundel De geïllustreerde man bij Born NV Uitgeversmaatschappij in de serie Born SF (1976).  

## Het verhaal
Het is oktober 1969. Een ingedut echtpaar krijgt een gezamenlijke droom. Het schijnt dat de wereld op 19 oktober 1969 af is en dus zal ophouden te bestaan. In eerste instantie wordt er onderling niet over gesproken, maar na een aantal uren komt de discussie echt op gang. Wat willen we nog doen voor dat het definitieve eind er is? Alle nog te wensen zaken zoals stedentrips etc. blijken zinloos als de wereld toch vergaat. Het stel besluit daarom de avond nog maar eens gezellig bij elkaar te blijven. Geconstateerd wordt dat ze lief voor elkaar zijn geweest. Ze gaan slapen, maar niet nadat de vrouw nog even opgestaan is om een druppelende kraan dicht te draaien. 